# هاري سندرسن
هاري سندرسن  (بالإنجليزية: Harry Sinderson)‏ ‏ (1891 – 1974) هو طبيب إنكليزي. حيث عمل في منصب طبيب العائلة المالكة العراقية في الفترة (1921 -1946). وأول عميد لكلية الطب الملكية العراقية عام 1927. ويعد مؤسساً لهذه الكلية، وقد ساهم بحكم قربهِ من العائلة المالكة في التأثير على سياسياتها وقراراتها.

## حياته
ولد هاري في مدينة نورث ليندسي الإنكليزية والواقعة شمال لندن. وقد دخل كلية الطب بجامعة إدنبرة على غرار بقية افراد العائلة المتخرجين في كليات الطب. وقد تخرج منها بعد بلوغهِ العام الثالث والعشرين من عمرهِ في أوائل صيف عام 1914. وكان قد اشترك أثناء العطلة الصيفية لعام 1913 في دورة الاحتياط الخاصة بالفروسية في كلية ساندهرست وجند بشكل تام كضابط خيال، إلا أنهُ لم يدع إلى الخدمة الفعلية مع اندلاع نيران الحرب العالمية الأولى.

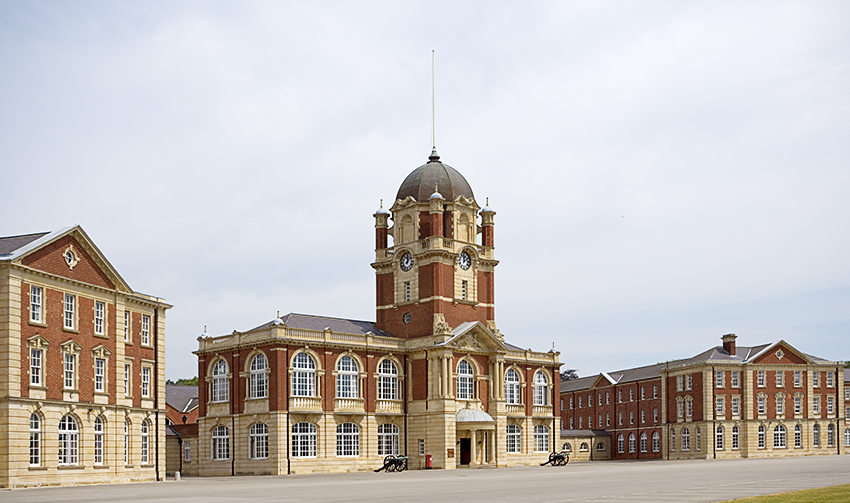
أكاديمية ساندهرست العسكرية

ومع بدء الحرب العالمية الأولى أعلنت بريطانيا التعبئة العامة. فاستدعي للخدمة في شهر آب 1914. وفي البداية عين في مستشفى فكتوريا الملكي في مدينة نتلي، ثم نقل بعدها إلى سفينة مستشفى (سانت اندرو). وبعد مضي عدة أشهر اعيد تعيينه في السفينة (كرسبروك كاسلي) التي أمضى فيها بضعة أشهر فقط. وأخيرا نقل على متن السفينة البلجيكية (ستار انتويرب) حيث بقي فيها لعام كامل. وقد حظى بامتياز كبير حيث أنه جلب أوائل أسرى الحرب البريطانيين إلى انكلترا، وذلك بفضل تعاون مسبق بين جمعية الصليب الأحمر الهولندية من جهة والتي لعبت الدور الوسيط، وجمعيتي الصليب الأحمر البريطاني والألماني. وبعد أن أتم هذه المهمة بنجاح قررت وزارة الحربية نقلهُ إلى ميناء ليفربول ليشرف على تجهيز السفينة (ونديلا) التي كان يجرى تحويلها إلى سفينة مستشفى. وقد بقي عاملاً فيها حتى أواخر ربيع عام 1917 عندما أنهت السفينة خدمتها في ميناء ساوثهامبتون. وكان تعيينهُ الأخير خلال الحرب في مستشفى القاعدة العسكرية البريطانية بمدينة سلانيك اليونانية.

## نقله إلى العراق
في عام 1918 وبعد أن استتب الوضع للجيش البريطاني في العراق، قررت وزارة الحربية البريطانية نقل مستشفى القاعدة العسكرية الموجودة بمدينة سلانيك اليونانية إلى العراق. حيث أطلقت الوزارة على ذلك المستشفى اسم المستشفى الخامس والستين. فارسل المستشفى 65 في مهمة تعزيزات طبية تضم عددا من الضباط الأطباء. ومع بدء أعمال نقل المستشفى سافر بالقطار إلى مدينة شيربورغ الفرنسية. ثم ابحر إلى مدينة تارنتو الإيطالية الساحلية. وأخيرا ابحر على متن السفينة (منتونكا) التابعة لشركة خطوط الأطلسي. ووصل الفاو في مبكرا سنة 1918. حيث انزلوا في البداية في البصرة. قبل أن يعاد نقلهم ويرسلون إلى بغداد. للعمل في أحد المستشفيات التي بنتها القوات البريطانية.

## التحاقه بالخدمة السياسية
وبعد وصولهِ إلى بغداد ونتيجة لنشاطهِ وعملهِ الدؤوب، قرر أرنولد ولسون (الحاكم البريطاني المدني العام في العراق) تعيينه هاري بمنصب مسؤول الصحة في الإدارة المدنية البريطانية ببغداد. وفي تلك الأثناء تزوج هاري من الزي مون غافن. الممرضة السابقة وشقيقة القنصل البريطاني في مدينة بندر عباس الإيرانية.
وفي شهر تموز/يوليو 1919 تم تعينه كضابط طبيب للصحة في مدينة الحلة، حيث بقي في منصبه هذا لعام كامل، وزار خلالها آثار مدينتي بابل وبورسيبا، وتعلم خلالها اللغة العربية، كما نجح في زيارة مدينتي كربلاء والنجف أثناء نفس الفترة.
وبينما هو في مدينة الحلة اندلعت ثورة العشرين. وذلك في 20 يونيو 1920، حينما سيطر رجال عشيرة بني حسن على مدينة الكفل، ورافق ذلك أعمال عنف ضد الضباط السياسيين البريطانين في أنحاء مختلفة من الحلة والبلاد كلها، وفي صبيحة اليوم التالي تمكن الثوار من تدمير رتل مانجستر الذي كان قد أرسل صبيحة اليوم الماضي لاستعادة الكفل، وعلى أثر تلك الهزيمة أصدر الجنرال بلي أمرا بإخلاء عوائل الضباط البريطانيين من المدينة إلى بغداد والتي بقيت خالية من الاضطراب أثناء الثورة. وبعد ذلك نجح الثوار إلى التقدم نحو الحلة وحاصروها خلال شهر كامل، وطوال ذلك الشهر كان سندرسن في مبنى السراي مع كامل الموظفين والعسكريين البريطانيين الباقين في الحلة. وأثناء ذلك وفرت القوات البريطانية وقوات الليفي الحماية لمبنى السراي، وقد انتهى هذا الحصار بعد وصول قوة كبيرة تحت إمرة الجنرال لزلي، حيث تمكن هذا من استعادة السيطرة على منطقة الفرات بنهاية شهر آب 1920.

## انتهاء خدمته السياسية وتعينه طبيبا ملكيا

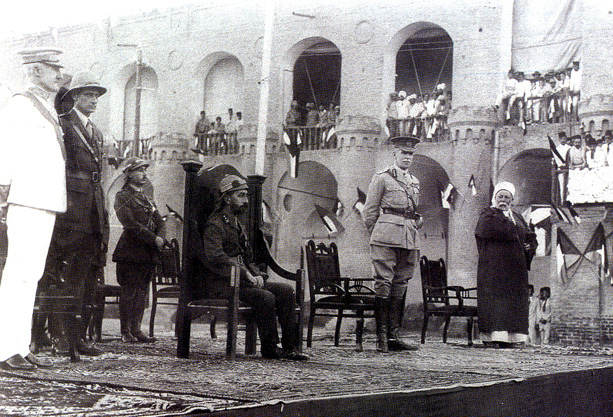
مراسم تتويج الملك فيصل الأول على عرش العراق 23 أغسطس 1921

في أوائل شهر ايلول 1920 نقل سندرسن إلى العاصمة بغداد، حيث تم تعيينه جراحا مدنيا، وعهد اليه بالأشراف على ردهة التمريض في المستشفى العام الذي تم تغيير اسمه لاحقا إلى المستشفى الملكي. حيث كانت واجباته مرتبطة بدار التمريض. وفي ربيع 1921 منح سندرسن وزوجته اجازة مدتها ستة أشهر. وحينما وصل إلى انكلترا دخل دورة التعليم للظفر بشهادة دبلوم من جامعة لندن فدخل في الامتحان ونجح في اجتيازه ونتيجة لنجاحه وحصوله على تلك الشهادة فقد انتخب عضوا الجمعية الطبية الملكية البريطانية عام 1926.
وعند عودته لبغداد عين في منصب المدير لمستشفى العزل. ثم عين لاحقا كمدير لردهات المستشفى الملكي.
وفي يوم 24 آب 1922 وبعد مرور عام كامل ويوم واحد على تتويج الملك فيصل الاول ملكا على العراق تعرض إلى وعكة صحية خطيرة. فدعي سندرسن لالقاء نظرة على الملك ومحاولة تشخيص مرضه، فشخص سندرسن سبب الوعكة بانها التهاب الزائدة الدودية، غير ان طبيب الملك آنذاك العقيد أمين المعلوف رفض هذا التشخيص. وطلب من سندرسن مغادرة القصر. فغادره سندرسن ولكنه عاد عند الرابعة مساء ومعه الدكتور الجراح نويل ابراهام كبير الجراحين في المستشفى الملكي، الذي ايد تشخيص سندرسن. وهكذا تقرر إجراء عملية الاستئصال صبيحة اليوم الثاني. حيث اثبتت العملية صحة تشخيص سندرسن. فقدم أمين المعلوف استقالته، فقبلها الملك. ليغادر المعلوف بعدها إلى مصر.
وفي شهر نيسان أبريل 1923 صدرت الإرادة الملكية بتعيين هاري سندرين طبيبا خاصا للعائلة المالكة العراقية، ولقد تخرج على يديه الكثير من أطباء بغداد المعروفين ومنهم الدكتور شوكت محمود والدكتور سلمان فائق.

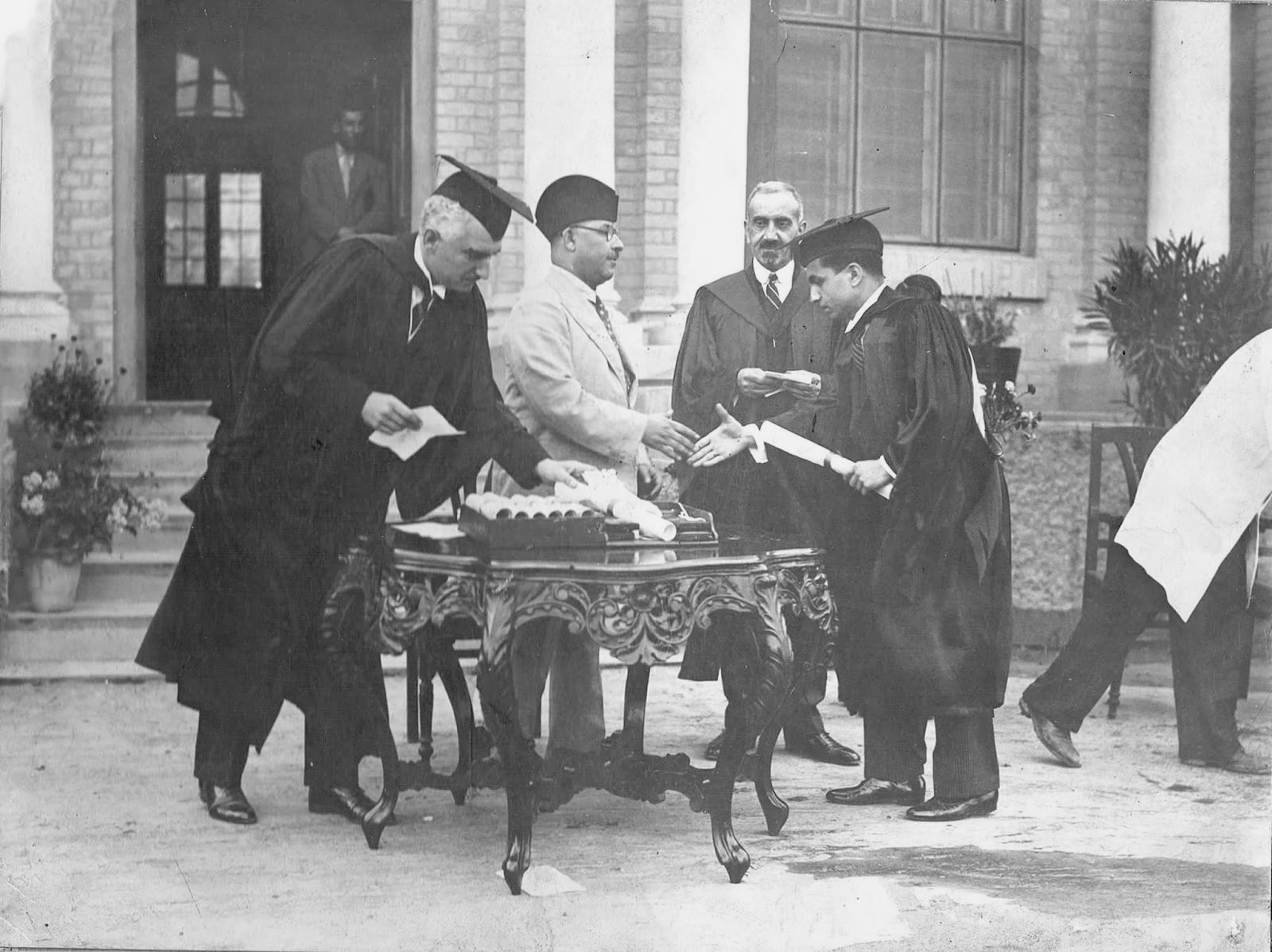
الدكتور سندرسن في الكلية الطبية الملكية في بغداد عام 1933

## زياراته الخارجية مع الملك فيصل الأول

الملك فيصل الأول عام 1933

بحكم عمله كطبيب خاص للملك فقد كان سندرسن يرافق الملك في رحلات الخارجية وكانت أولى هذه الرحلات هي رحلة لأجل العلاج.
- رحلة الملك فيصل الأول العلاجية إلى بريطانيا ربيع 1925

في ربيع 1925 تدهورت صحة الملك فيصل الأول كثيرا. فأقترح عليهِ سندرسن أن يغادر إلى لندن ليبحث لهُ عن علاج هناك فوافق الملك وذهب الاثنان إلى بريطانيا برفقة وفد عراقي، وقد اجتاز الملك ومعهُ الوفد سوريا بالسيارة وتوجه إلى بيروت ليستقل من هناك السفينة كورديلير التابعة لشركة مساجيري للخطوط البحرية. وبعدما وصل إلى لندن تم إجراء سلسلة من المشاورات الطبية التي نجحت في تحسين صحة الملك. غادر بعدها الملك لندن مارا بباريس والإسكندرية وأخيرا عمان قبل أن يعود إلى بغداد.
- رحلة الملك فيصل للقاء الملك عبد العزيز بن سعود

حدثت هذه الرحلة في 21 شباط 1930. والتقى العاهلان على متن البارجة الحربية البريطانية لوبين، وقد انتهى الاجتماع بالاعتراف المتبادل بين المملكة العراقية ومملكة الحجاز ونجد (هكذا كان اسمها عند تاسيس الدولة وفي الثلاثينيات عدل إلى المملكة العربية السعودية).
- رحلة الملك فيصل فيصل الأول إلى إيران

وقد حدثت هذه الرحلة في ربيع 1932 وخلالها تم تبادل الاعتراف الدبلوماسي وحل القضايا العالقة بين البلدين.
- الرحلة الأخيرة للملك فيصل الأول إلى بريطانيا

هذه هي الرحلة الأخيرة للملك في حياته وقد زار فيها عمان، القدس، القاهرة,الإسكندرية، نابولي, ثم بلجيكا وأخيرا لندن
و في طريق عودته إلى بغداد نزل الملك بسويسرا وبالتحديد في مدينة برن. وذلك في 2 ايلول 1933، وبعد 6 أيام وفي 8 ايلول 1933. تعرض الملك لنوبة قلبية قوية ادت إلى وفاته في مدينة برن.

## علاقته مع الملك غازي الأول

الملك غازي الاول بزيه الرسمي

تولى الملك غازي الاول العرش خلفا لوالده فيصل الاول وذلك في اواخر 1933 كشاب غير مجرب. اما سندرسن فانه كان قد اعطى وعدا سابقا للملك فيصل الأول بأنه في حالة موته قبل اوانه فانه (أي سندرسن) سيهتم اهتماما أبويا بوريثه. والواقع انا يجب الا ننسى ان الملك غازي كان في الحادية وعشرين من عمره، وكان غير عارف بامور الدولة وكيفية النهوض بواجبات الملوكية، إذا انه دعي في مفاجاة مثيرة ليخلف اباه في منصبه.
ويذكر سندرسن ذلك في مذكراته صفحة 230:
<< كان تكريما عظيما حقا لي حين أخذ غازي يسألني النصح حول مختلف القضايا. وكان يمهد لأستفساراته تلك بقوله: ((أنت صديق وثيق لوالدي)). أو ((أنت كواحد من أفراد عائلتي !))>>
ولكن تلك العلاقة انتهت بصورة مأساوية اثر حادث السيارة الذي تعرض له الملك غازي في 4 نيسان 1939. ففي مساء ذلك اليوم اصطدمت السيارة التي كان يستقلها مع سائقه الشخصي بعمود كهربائي، ما أدى إلى اقتلاع العمود وسقوطه على راس الملك. فحطم قحف جمجمته وغاصت قطع منه إلى دماغه. وهكذا فارق الملك الحياة في الساعة الثانية عشرة والدقيقية الاربعين صباحا. حسبما تذكر شهادة وفاته التي وقع عليها بالإضافة إلى سندرسن كل من الدكتور صائب شوكت والدكتور نويل ابراهام.
وأثناء تلك الفترة عاصر سندرسن انقلاب بكر صدقي. غير ان ذلك الانقلاب لم يؤثر بشكل أو بآخر على البريطانيين أو حياتهم الاعتيادية في العراق.

## عهد الوصي عبد الاله وثورة رشيد عالي الكيلاني

رئيسا الوزراء المتنازعين نوري السعيد ورشيد عالي الكيلاني

بعد الوفاة المأساوية للملك غازي الأول، اتفق افراد العائلة المالكة على تولي الأمير عبد الإله بن الملك علي ملك الحجاز السابق ولاية العهد ووصاية العرش وذلك بسبب صغر سن نجل الملك غازي الوحيد. الملك فيصل الثاني.

الأمير عبد الاله ولي العهد والوصي على عرش العراق

وبعد بضعة أشهر على تنصيب عبد الإله كولي للعرش اندلعت نيران الحرب العالمية الثانية. وكان العراق مرتبط آنذاك بالحرب بشكل غير مباشر بواسطة المعاهدة العراقية البريطانية لعام 1930، والتي تضمنت استخدام موانئ العراق ومطاراته لدعم المجهود الحربي البريطاني. على أن لا يشارك العراق في القتال المباشر.
وفي تلك الفترة انقسم السياسيين العراقين إلى معسكرين. معسكر موال للحلفاء يقوده نوري السعيد، ومعسكر يريد التحالف مع المحور ويقوده رشيد عالي الكيلاني الذي كان يشغل عام 1941 منصب رئيس الوزراء. وكان يطلب من الوصي عبد الاله على الدوام ان يحل مجلس النواب ليحصل بذلك على صلاحيات كافية تخوله ايقاف تنفيذ المعاهدة. وفي أواخر كانون الثاني 1941 اضطر الأمير عبد الاله إلى مغادرة بغداد إلى مدينة الديوانية تجنبا لتصادم علني مع الكيلاني الذي كان سيحضر لقصر الرحاب ليطلب منه حل المجلس. وجاءت فكرة ترك بغداد من قبل سندرسن نفسه، والذي بقي في بغداد لينسق الاتصال بين الوصي والقصر أثناء غيابه عنه. وقد نجحت خطة سندرسن. واستقال الكيلاني على أثر ذلك يوم الجمعة 31 كانون الثاني 1941. ليعود بعدها الوصي في اليوم الأول من شهر شباط إلى بغداد.

سندرسن اثناء القاء كلمته اليومية داخل السفارة اثناء ثورة 1941

غير ان الوضع ببغداد استمر بالتردي لينفجر في يوم الأربعاء 2 نيسان 1941 فتحركت قطعات الجيش بناء على اوامر من العقداء الاربعة فاحتلت النقاط الحساسة ببغداد واقالت طه الهاشمي رئيس الوزراء. وحينها ارسل القصر الملكي في طلب سندرسن لمناقشة الوضع، وتوصلوا إلى نتيجة مفادها ان الوصي يجب أن يغادر العراق مؤقتا حفاظا على حياته. فغادر برفقة ضباط بريطانيين وهو متنكر بزي القوة الجوي البريطانية متوجها إلى قاعدة الحبانية، طار بعدها إلى البصرة ثم غادر إلى فلسطين مرورا بعمان.
وبعد مغادرة الوصي استمر الوضع بالتلبد في بغداد. واختار العقداء الاربعة الشريف شرف ليكون وليا للعهد ووصيا على العرش، وشكلوا حكومة جديدة اطلقوا عليها اسم حكومة الدفاع الوطني برئاسة رشيد عالي الكيلاني. وطوال تلك الفترة كان المدنيون الإنكليز في العراق (ومن ضمنهم سندرسن) في دائرة الخطر، واصدر الكيلاني أمرا بعدم السماح لسندرسن بزيارة القصر الملكي وحده. ووجوب مرافقته من قبل رئيس الديوان الملكي عبد القادر الكيلاني. وفي التاسع والعشرين من نيسان اصدرت السفارة البريطانية ببغداد امرا باخلاء جميع النساء والأطفال البريطانيين الموجودين ببغداد إلى مطار قاعدة الحبانية ليتم اخلاؤهم إلى الهند، غير ان عملية الإخلاء تعقدت اثر قصف جوي عراقي للقاعدة. قبل أن يقوم سلاح الجو الملكي البريطاني بتدمير الطائرات المهاجمة وتدمير مدفعية الثوار.
و بعد ذلك تم نقل جميع الرجال الإنكليز الباقين ببغداد مع بعض الممرضات إلى السفارة البريطانية. وأثناء ذلك كان القتال بين العراقيين والبريطانيين مندلع في أنحاء العراق. واندلع ما يعرف بالحرب العراقية البريطانية.
طوال تلك الفترة كان سندرسن محاصرا في السفارة مع 360 شخصا اخر، وكان في تلك الفترة يشغل منصب مدير الإذاعة الداخلية للسفارة، وقد استمرت هذه الإذاعة بالعمل حتى 27 تموز 1941، عندما تم تنظيم حفل توديع من قبل السفير للمحتجزين السابقين في السفارة. وفي 30 مايو 1941 رفع الحصار عن السفارة.
و أثناء عام 1941 لم تتوقف جهود سندرسن في دعم المجهود الحربي البريطاني. فقام بتاسيس عدة صناديق وراس بعضها لدعم المجهود الحربي ومن هذه الصناديق. صندوق الإسهام في الحرب، صندوق دعم العون لطائرات سبتفاير، كما انه ساهم بشكل كبير في تأسيس مكتب المعلومات البريطاني ببغداد. ثم قام باستحصال الموافقات اللازمة من بريطانيا لأفتتاح معهد بريطاني في بغداد وهم ما تم بالفعل.
و في المجال الحكومي اسند إلى سندرسن عام 1941 منصب المفتش العام للخدمات الصحية، ثم كلف لاحقا بمنصب مستشار وزارة الشؤون الاجتماعية وذلك في نفس العام.

## سفراته مع الأمير عبد الاله
قام سندرسن بمرافقة الأمير عبد الإله وفي جميع رحلاته الخارجية تقريبا. ومنها
- سفرة الوصي عبد الاله إلى مصر عام 1942.

حدثت هذه الرحلة بعد شهرين على الانتصار البريطاني على قوات المحور في معركة العلمين، ولم تكن سفرة سياسية وانما لزيارة ميادين القتال. حيث زاورا ميدان معركة العلمين، ثم اتجهوا إلى طبرق. قبل أن يعودوا إلى الإسكندرية ليمضوا عطلة عيد الميلاد هناك. وعاد الوصي إلى بغداد من هذه الرحلة أوائل عام 1943.
- رحلة الأمير عبد الاله إلى بريطانيا عام 1943.

انطلقت هذه الرحلة إلى بريطانيا صبيحة يوم 28 تشرين الأول 1943. وذلك بعد أن تسلم الأمير عبد الإله رسالة رسمية من الملك جورج السادس يدعوه فيها لزيارة المملكة المتحدة. وقبل بدء الرحلة عين سندرسن برتبة لواء عراقي بصفة فخرية ليكون كبقية الوفد مرتديا بزة عسكرية عراقية. وقد بدأت الرحلة بطيران الوفد حول الحبانية ومنها عمان. ثم القاهرة حيث استقبلهم الملك فاروق. ثم غادروا مصر متجهين إلى طرابلس، قبل أن يقلعوا منها ويحطوا بعد ست ساعات في مطار جبل طارق. وفي 4 تشرين الثاني وصل الوفد إلى لندن.
وفي لندن رافق سندرسن الأمير عبد الإله وزارا سوية دار صك النقود الملكية، فبنك انكلترا المركزي. ثم اطلعا على أجهزة الرادار والدفاع المضاد للطائرات في لندن، وفي 10 تشرين الثاني استقبل الملك جورج السادس الأمير عبد الإله والحاشية المرافقة لهُ وبقى أعضاء الوفد ضيوفا على القصر حتى 12 تشرين الثاني. وقد اقام جورج السادس خلال ذلك حفلتي عشاء تكريما للأمير عبد الإله والوفد المرافق له.
وبعد ذلك توجه الوفد يرأسه سندرسن هذه المرة كدليل إلى جامعة كمبردج، حيث امضوا فيها يومين. ثم زاروا قاعدة هورنجرج الجوية. بعدها زاروا مصانع الذخيرة بمدينة كوفنتري. وبعد ذلك توجهوا إلى سكوتلندا، ومن هناك غادروا إلى أيرلندا. قبل أن يعودوا إلى لندن حيث اقلعوا منها إلى مطار لشبونة، ومنها توجهوا إلى مطار جبل طارق، فجزيرة جربة. فالقاهرة. ومنها انطلقوا عائدين إلى بغداد في ختام تلك الرحلة الطويلة.
- رحلة الأمير عبد الإله إلى الولايات المتحدة الأمريكية 1945 .

حدثت هذه الزيارة بعد تولي هاري ترومان رئاسة الولايات المتحدة عقب وفاة الرئيس روزفلت. وكانت الدعوة قد حصلت اصلا في عهد روزفلت، ولكن عقب وفاته الغيت الرحلة من بغداد. قبل أن يعيد الرئيس ترومان تأكيد الدعوة بعد استلامه منصب الرئاسة مباشرة.
وانطلقت الرحلة من مطار بغداد صباح يوم 22 مايو 1945. بأحدى الطائرات الرئاسية الأمريكية، والتي وصلت بغداد قادمة من موسكو بعد قيامها بنقل وزير الخارجية عقب عودته من مؤتمر سان فرانسيسكو. وقد غادرت الطائرة من بغداد وحطت بمطارات القاهرة والدار البيضاء وجزر الآزور، قبل أن تحط بمطار لا غارديا بولاية نيويورك. وذلك صباح يوم الجمعة 25 مايو 1945.
وفي عصر ذلك اليوم وصل الوفد إلى واشنطن حيث استقبل الرئيس ترومان الأمير عبد الإله واسكنه في البيت الأبيض. في حين ارسل سندرسن وبقية الحاشية للإقامة في بلير هاوس. وهو منزل الرئيس الأمريكي المعد للضيوف. وقد بقي الوفد في واشنطن حتى يوم 1 حزيران 1945 حيث عادوا إلى نيويورك. وحضروا هناك حفلة كبيرة جدا اقامها المسؤولون الأمريكيون تكريما لهم.
وفي الساعة الثانية صبيحة 2 حزيران انطلق الوفد نحو الغرب. حيث زاروا مدن وولايات لويزيانا ونيو مكسيكو، أريزونا، لاس فيجاس، نيفادا، اوتاوا، كنساس، نبراسكا، وأخيرا شيكاغو. وقد انتهت هذه الرحلة ليلة الأربعاء 27 يونيو 1945 بتوجهه إلى كندا.
ومن أهم المناطق التي دعي الوفد لزيارتها في هذه الجولة هو منزل جورج واشنطن في مونت فيرنون، والتي قضى فيها الوفد صباح يوم كامل.
- جولة الأمير عبد الاله في كندا وأوروبا وتركيا.

بدات هذه الجولة بعد نهاية رحلة الأمير عبد الإله إلى الولايات المتحدة، وقد بدأت بوصولهم إلى مقاطعة تورنتو صبيحة 28 يونيو 1945. وفي صبيحة اليوم التالي قاموا بجولة مع رئيس الوزراء مكنزي كنغ في المؤسسات البرلمانية. وفي الليل اقام مكنزي عشاء فاخر تكريما للأمير عبد الإله وذلك في نادي اوتاوا الملكي. بعدها زاروا كويبك ومونتريال. قبل أن يقلعوا إلى لندن. حيث صدموا عند وصولهم إليها بانباء اندحار ونستون تشرشل بالانتخابات العامة، لذلك فقدت الزيارة صبغتها السياسية. وانتهت بعد بضعة أيام بمغادرتهم بالسيارات إلى ميناء فولكستون، حيث عبروا القنال الإنكليزي من هناك إلى ميناء كاليه الفرنسي. ثم توجهوا إلى باريس، حيث استقبلهم هناك وزير الخارجية الفرنسي جورج بيدو. وفي باريس حضر عبد الإله ومعه سندرسن وحده احتفالا اقيم بشارع الشانزليزيه لتكريم القتلى الذي سقطوا أثناء تحرير المدينة العام الماضي.
بعد ذلك غادروا باريس متجهين إلى ليون، تصحبهم مجموعة من ضباط الأمن الفرنسيين، وبعض افراد الشرطة العسكرية الفرنسية. حيث وصلوا إليها بعد 12 ساعة من مغادرة باريس. ونزلوا بفندق رويال. وقد غادروا المدينة بعد يوم على وصولهم إليها بسبب حجم التدمير الهائل الذي تعرضت اليه وسوء الخدمات فيها.
ومن فرنسا قرر الوفد التوجه لمدينة ميلان الإيطالية، وهناك زار سندرسن وحده كاتدرائية ميلان للمرة الثانية في حياته. كما قام سندرسن وعبد الإله بزيارة الفيلا التي امضى فيها موسوليني وعشيقته كلارا بيتاشي ليلتهما الأخيرة فيها قبل اعدامهم.
وتوجه الوفد من ميلان إلى البندقية ووصل إليها بعد رحلة بالسيارة دامت عشر ساعات. حيث قاموا بزيارة معالم المدينة الشهيرة. ثم توجهوا لاحقا إلى روما مرورا بمدن اسولو، فلورانس، قبل أن يخترقوا جبال الابنين ويكملوا الرحلة مارين بمدن بولونيا وفيتربو، وقد وصلوا إلى روما بعد سير سبع ساعات ونصف. وفي روما زار سندرسن الأميرة عزة كبرى بنات الملك فيصل الأول، والتي كانت تقيم في روما، فقابلها سندرسن نيابة عن عبد الإله.
وعند اليوم التالي استقبل الأمير امبرتو الوفد. واقام لهم حفلة شاي.
ومن روما توجه الوفد إلى نابولي، وقبل الوصول إلى نابولي زاروا مدن سيينا ومونت كاسينو. وحينما وصلوا إلى نابولي اقام لهم المشير الكسندر وليمة عشاء فاخرة. وهناك تمكن عبد الإله وسندرسن من زيارة الكهف الأزرق.
- أولاده وأحفاده ونهاية وجودهم في العراق

كان للدكتور سندرسون عدة أولاد واحفاد وأكثرهم استمر على منهاجه في دعم كلية الطب بجامعة بغداد وتأسيس كلية طب الأسنان في عام 1953. ولكن بعد انهيار الحكم الملكي عام 1958 ومجيء عبد الكريم قاسم إلى منصة الحكم اصدرت المحكمة العراقية العليا بقاضيها المهداوي قرارا بمصادرة كافة ممتلكات عائلة الدكتور سندرسون وترحيل أولاده وأحفاده عن العراق وأمهلهم مهلة شهر فقط للاستجابة للقرار مما اضطر عائلة الدكتور هاري إلى مغادرة العراق وتركوا خلفهم تاريخا عظيما من الانجازات في تطوير كلية الطب وكلية طب الأسنان في بغداد.
وتقيم حاليا أسرة الدكتور سندرسون في كندا وبريطانيا وتمتلك مستشفى كلاسكو المركزي في اسكتلندة ومستشفى ادنبرة التعليمي في جمهورية ايرلندة الشمالية ولم يتسنى معرفة إذا كانوا قد عادوا للعراق في أي وقت بعد انهيار الحكم الملكي.

### معلومات
1. ↑  نشرت صحف المعارضة العراقية أن الوفاة لم تكن طبيعية، وشككت في دور بريطانيا في القضاء عليه، ودس السم في شرابه أو في الحقن الطبية التي كانت يحقن بها.

1. ↑   هاشم الوتري، كتاب كلية الطب الملكية. مؤرشف من الأصل في 2023-02-17.